# Syssert
Syssert (russisch Сысерть) ist eine Stadt in der Oblast Swerdlowsk (Russland) mit 20.465 Einwohnern (Stand 14. Oktober 2010).

## Geografie
Die Stadt liegt am Ostrand des Mittleren Urals, etwa 50 km südlich der Oblasthauptstadt Jekaterinburg am gleichnamigen Fluss Syssert, einem rechten Nebenfluss der Isset im Flusssystem des Ob.
Syssert ist Verwaltungszentrum eines gleichnamigen Stadtkreises.
Die Stadt ist Endpunkt einer im Güter- und Vorortverkehr genutzten Eisenbahnstrecke von Jekaterinburg.

## Geschichte
Syssert entstand 1732 im Zusammenhang mit der Errichtung des Eisenwerkes Nischnesyssertski Sawod, später einfach Syssertski Sawod. Auch der Ort wurde so genannt, bis er mit Schließung des Werkes 1932 seinen heutigen Namen erhielt. Die Bezeichnung steht in der Komi-Sprache etwa für schmales, bewaldetes Tal. 1946 erhielt der Ort Stadtrecht.

### Bevölkerungsentwicklung
| Jahr | Einwohner |
| ---- | --------- |
| 1897 | 10.400    |
| 1939 | 11.522    |
| 1959 | 19.606    |
| 1970 | 19.229    |
| 1979 | 21.365    |
| 1989 | 22.462    |
| 2002 | 22.152    |
| 2010 | 20.465    |

Anmerkung: Volkszählungsdaten (1897 gerundet)

## Kultur und Sehenswürdigkeiten
Im historischen Stadtzentrum ist der Komplex des ehemaligen Eisenwerkes aus dem 19. Jahrhundert erhalten, außerdem die Simeon-und-Anna-Kathedrale (Собор Симеона и Анны/ Sobor Simeona i Anny) von 1788 und ein Schulgebäude von 1735.
In Syssert gibt es ein Heimatmuseum sowie ein Baschow-Museum im Geburtshaus des Schriftstellers.
Sechs Kilometer nordwestlich des Ortes liegt der kleine, 32 Meter tiefe See Talkow Kamen, der einen ehemaligen Talk-Steinbruch füllt.

## Wirtschaft
In Syssert sind Fabriken für Hydraulikmaschinen (Uralgidromasch), Elektrotechnik, Rohrelemente und Porzellan, sowie Holzwirtschaft ansässig, in der nahe gelegenen Siedlung Dwuretschensk ein Werk für Chrom-, Titan- und Niob-Stahllegierungen.

## Persönlichkeiten
- Pawel Baschow (1879–1950), Schriftsteller und Folklorist
- Lew Gonow (* 2000), Radrennfahrer